# Villa del Dipartimento
La Villa del Dipartimento, nota anche come casa Mas (Villa du Département e maison Mas in francese) è una storica residenza situata a Saint-Denis alla Riunione.

## Storia
La villa venne fatta costruire all'inizio dell'ultimo decennio del XVIII secolo da Jean-Baptiste de Lestrac, il quale fu il primo sindaco del comune di Saint-Denis dal 1790 al 1792. L'edificio ospita oggi gli uffici del consiglio dipartimentale della Riunione, al quale appartiene.

## Descrizione
La villa sorge su un terreno di più di 6 000 mq; dei loggiati ornano ciascuna delle quattro facciate.